# Germain Colin-Bucher
Germain Colin-Bucher (1475?-1545?) est un poète angevin de la Renaissance.

## Biographie
Il serait né vers 1475, et décédé vers 1545.
Exilé en raison de sa fidélité au Duc D'Anjou, Germain Colin-Bucher est à Malte le secrétaire du grand maître de l'ordre de Saint-Jean de Jérusalem Philippe de Villiers de l'Isle-Adam.
Il est l'un des défenseurs de Clément Marot lors de son différend avec François de Sagon.
Dénoncé comme hérétique lors des Grands jours d'Angers en 1539, il est ensuite condamné par le Parlement de Paris à une amende et au bannissement du royaume pour 10 ans.

## Œuvres
Ses poésies traitent surtout de sa vie provinciale et de ses amours.
- Epistre envoyee a Clement Marot et Francoys Sagon tendant a leur paix (1537)